# Peter Winzen
Peter Heinrich Mathias Winzen (né le 23 juin 1943 à Parsberg) est un historien allemand.

## Biographie
Après avoir obtenu son diplôme d'études secondaires en 1963, Winzen étudie l'histoire, l'anglais et les sciences politiques à Heidelberg, Munich et Cologne, où il réussit l'examen d'État en 1969. La même année, il reçoit une bourse de doctorat de la Fondation Konrad-Adenauer (jusqu'en 1972). En 1973, il obtient son doctorat à l'Université de Cologne (directeur de thèse : Theodor Schieder). En 1974/75, il travaille comme Leverhulme Fellow à l'Université d'East Anglia (professeur invité). Entre 1976 et 1998, il travaille dans l'enseignement supérieur (lycée Dietrich-Bonhoeffer de Bergisch Gladbach). Il est critique pour l'Historische Zeitung depuis 1977. Jusqu'en 2003, il enseigne la didactique de l'histoire au Séminaire historique de l'Université de Cologne. De 1989 à 2002, il est chercheur au sein de la commission historique de l'Académie bavaroise des sciences (section : sources historiques allemandes des XIXe et XXe siècle),. De 1999 à 2014, il est membre du SPD au conseil municipal de Bergisch Gladbach.
Winzen est considéré comme un expert de l'élite dirigeante wilhelmienne et a rédigé trois ouvrages scientifiques de référence sur la politique étrangère et intérieure de la fin de l'époque wilhelmienne. Pour ses publications (y compris de nombreux articles), il a utilisé du matériel provenant de plus de trente archives européennes. Sa thèse de Cologne de 1977 sur «le concept de puissance mondiale de Bülow» en a fait «un ouvrage standard dès le départ». Il y défend la "thèse, très discutée depuis, selon laquelle la politique étrangère allemande, du moins à l'époque du secrétaire d'État aux Affaires étrangères et futur chancelier Bernhard von Bülow (1897-1909), est basée sur un concept rigoureux". Selon lui, Bülow "possède un concept de 'puissance mondiale' dirigé contre la Grande-Bretagne et visant à abattre l'Empire britannique",. En 2013, il a présenté une biographie du chancelier Bülow (1849-1929) qui, au-delà de son sujet restreint, constitue un ouvrage de référence sur l'histoire de l'Empire.

## Publications
- Die Englandpolitik Friedrich von Holsteins 1895–1901. Phil. Dissertation, Universität Köln, 1975.
- Bülows Weltmachtkonzept. Untersuchungen zur Frühphase seiner Außenpolitik 1897–1901 (= Schriften des Bundesarchivs. Band 22). Harald Boldt Verlag, Boppard am Rhein 1977,  (ISBN 3-7646-1643-1).
- Persönlichkeiten und Strukturen in der Geschichte (= Tempora. Quellen zur Geschichte und Politik). Ernst Klett Verlag, Stuttgart 1984,  (ISBN 3-12-490180-0).
- Bernhard Fürst von Bülow: Deutsche Politik. Bouvier Verlag, Bonn 1992,  (ISBN 3-416-80662-X).
- Das Kaiserreich am Abgrund. Die Daily-Telegraph-Affäre und das Hale-Interview von 1908. Darstellung und Dokumentation (= Historische Mitteilungen der Ranke-Gesellschaft. Beiheft 43). Franz Steiner Verlag, Stuttgart 2002,  (ISBN 3-515-08024-4).
- Bernhard Fürst von Bülow. Weltmachtstratege ohne Fortune – Wegbereiter der großen Katastrophe (= Persönlichkeit und Geschichte. Band 163). Muster-Schmidt Verlag, Göttingen 2003,  (ISBN 3-7881-0154-7).
- Das Ende der Kaiserherrlichkeit. Die Skandalprozesse um die homosexuellen Berater Wilhelms II. 1907-1909. Böhlau Verlag, Köln 2010,  (ISBN 978-3-412-20630-7).
- Freundesliebe am Hof Kaiser Wilhelms II. BOD, Norderstedt 2010,  (ISBN 978-3-8391-5760-2).
- Im Schatten Wilhelms II. Bülows und Eulenburgs Poker um die Macht im Kaiserreich. SH-Verlag, Köln 2011,  (ISBN 978-3-89498-261-4).
- Reichskanzler Bernhard von Bülow. Mit Weltmachtphantasien in den Ersten Weltkrieg. Eine politische Biographie. Verlag Friedrich Pustet, Regensburg 2013,  (ISBN 978-3-7917-2546-8).
- Friedrich Wilhelm von Loebell. Erinnerungen an die ausgehende Kaiserzeit und politischer Schriftwechsel (= Schriften des Bundesarchivs, Band 75). Droste Verlag, Düsseldorf 2016,  (ISBN 978-3-7700-1633-4).
- Eine „verlorene Schlacht“. Die Daily-Telegraph-Affäre und das Wanken des Hohenzollernthrons im November 1908. Shaker Verlag, Aachen 2018,  (ISBN 978-3-8440-6106-2).
- Friedrich Wilhelm von Loebell (1855–1931). Ein Leben gegen den Strom der Zeit. Böhlau Verlag, Wien/Köln/Weimar 2019,  (ISBN 978-3-412-50177-8).
- Quo vadis Afrika? Die demographische Zeitbombe in Subsahara-Afrika – einst Wiege der Menschheit, bald deren Grab? Books on Demand, Norderstedt 2020,  (ISBN 978-3-7519-6365-7).

## Honneurs
- Prix Duc-d'Arenberg d'histoire culturelle, Bruxelles 2012 (Pour l'œuvre : "Im Schatten Wilhelms II. Le poker de Bülow et Eulenburg pour le pouvoir dans l'empire. ")
- Insigne d'honneur en or de la ville de Bergisch Gladbach, avril 2016.